# فیلق الشام
فیلق الشام یک گروه اسلامگرا فعال در استان ادلب است این گروه در حال نبرد در جنگ داخلی سوریه می‌باشد فیلق الشام در تاریخ ۲۴ مارس ۲۰۱۵ عضو جیش الفتح شد اما بعدها از آن خارج شد.

## کشته شدن دو تن از فرماندهان ارشد این گروه
در اوایل ژوئیه ۲۰۱۶ میلادی، رسانه‌ها از کشته شدن «زهیر حربا» ملقب به «ابوطارق» فرمانده کل اتاق عملیات نظامی این گروه، در اثر بمباران محل استقرارش توسط بمب افکن‌های ارتش سوریه خبر دادند. او از اهالی شهر القصیر واقع در استان حمص و افسر فراری ارتش سوریه با درجه سرگردی بود که در سال ۲۰۱۱ از محل خدمت خود گریخت. او در منطقه «الملاح» در حومه شمالی شهر حلب کشته شد.
در اواخر اکتبر ۲۰۱۶ میلادی، گروه فیلق الشام در صفحه منسوب به خود در توئیتر، مرگ «بهاء نزال» ملقب به «شریخان»، فرمانده ارشد نظامی این گروه را تأیید کرد. گفته می‌شود که او در استان حماه کشته شده‌است. طبق اعلام رسانه‌های سوری، وی توسط اعضای دیگر گروه‌های شورشی مستقر در سوریه کشته شده‌است.